# Mohamed Sidi Brahim Basir
Mohamed Sidi Brahim Basir, más conocido como Basiri, (Tan-Tan, Protectorado Español de Marruecos; 1942-El Aaiún, Sahara español; 1970) fue un líder nacionalista saharaui español desaparecido en el levantamiento de Zemla en el Sahara Occidental. Está considerado como el padre del nacionalismo saharaui.

## Biografía
Nació en 1942 —según su propia declaración a la Policía Territorial al ser detenido y antes de desaparecer— en una familia beduina saharaui en la ciudad de Tan-Tan, actualmente en el sur de Marruecos pero entonces perteneciente al protectorado español de Cabo Juby. Más tarde viviría en Lemseid, cerca de la capital del Sahara español, El Aaiún. En 1957 se fue a estudiar al recientemente independizado Marruecos, residiendo en Marrakech, Rabat y Casablanca, continuando sus estudios primero en la Universidad de Al-Azhar —en El Cairo— y posteriormente en Damasco (Siria) donde obtiene la licenciatura en periodismo. A su vuelta a Marruecos en 1966, fundó un periódico nacionalista saharaui, Al-Shihab (La Antorcha). En dicho periódico, se opone a las ambiciones marroquíes sobre el Sahara español. En uno de esos artículos escribió:

El Sáhara nunca ha sido marroquí, el reino de Marruecos no podrá justificar que el Sáhara haya formado parte del citado reino alauita. A lo largo de la Historia, Marruecos nunca envió ningún Gobernador marroquí al Sáhara Occidental, ni tampoco los saharauis han rendido pleitesía a ningún monarca marroquí y solo existían lazos de tipo comercial entre los comerciantes saharauis y marroquíes o de religión del Islam, la cual confesan ambos pueblos.
Mohamed Sidi Brahim Basir

Por ello, tuvo que dejar Marruecos en 1967 y de instaló en el Sáhara español, en Esmara, como maestro coránico. Aunque fue detenido por las autoridades españolas, la presión de los notables locales facilita su liberación. Influido por el panarabista Nasser y el partido socialista sirio Baaz, en Esmara comenzó a organizar en 1968 un movimiento anticolonial, la Organización Avanzada para la Liberación de Saguia el Hamra y Río de Oro, conocida simplemente como Movimiento de Liberación (o Harakat Tahrir en árabe), constituida formalmente el 11 de diciembre de 1969. Sus objetivos eran denunciar la corrupción de los chiujs (jefes tribales) y conseguir la independencia del Sahara Occidental de España. Basiri era un firme partidario de la no violencia y quería producir cambios en el estatus de la provincia española mediante la acción democrática. Al igual que otras organizaciones políticas durante la dictadura de Franco, el movimiento permaneció en la clandestinidad. Sin embargo, en medio año, la organización había pasado de 25 a unos 4700 afiliados, según la declaración de Basiri.

### Mártir nacional
El 17 de junio de 1970, la organización hizo una demostración pública organizando una manifestación en contra de la colonización española en el barrio de Zemla en El Aaiún, que fue brutalmente reprimida por la Legión Española. Según fuentes militares españolas de la época, hubo dos muertos y una veintena de heridos. Según fuentes saharauis y de los países vecinos —Marruecos y Mauritania—, hubo entre once y una treintena de muertos, y decenas de heridos. Basiri fue localizado y encarcelado. La foto tomada al ser encarcelado es el último documento que se tiene de él. Según la versión policial, tras tres horas de detención fue llevado a la frontera y expulsado a Marruecos. Otras fuentes indican que, después de torturarlo, al amanecer fue conducido a un campo de dunas próximo a El Aaiún y fusilado.
El Frente Polisario y la República Árabe Saharaui Democrática le consideran el padre de la independencia saharaui, el primero de sus desaparecidos y un mártir nacional.